# Човек без граница, II део
Човек без граница, II део је југословенски филм из 1966. године. Режирао га је Србољуб Станковићпрема сценарију Матије Бећковића.

## Улоге
| Глумац         | Улога |
| -------------- | ----- |
| Бора Тодоровић |       |